# 费信岛

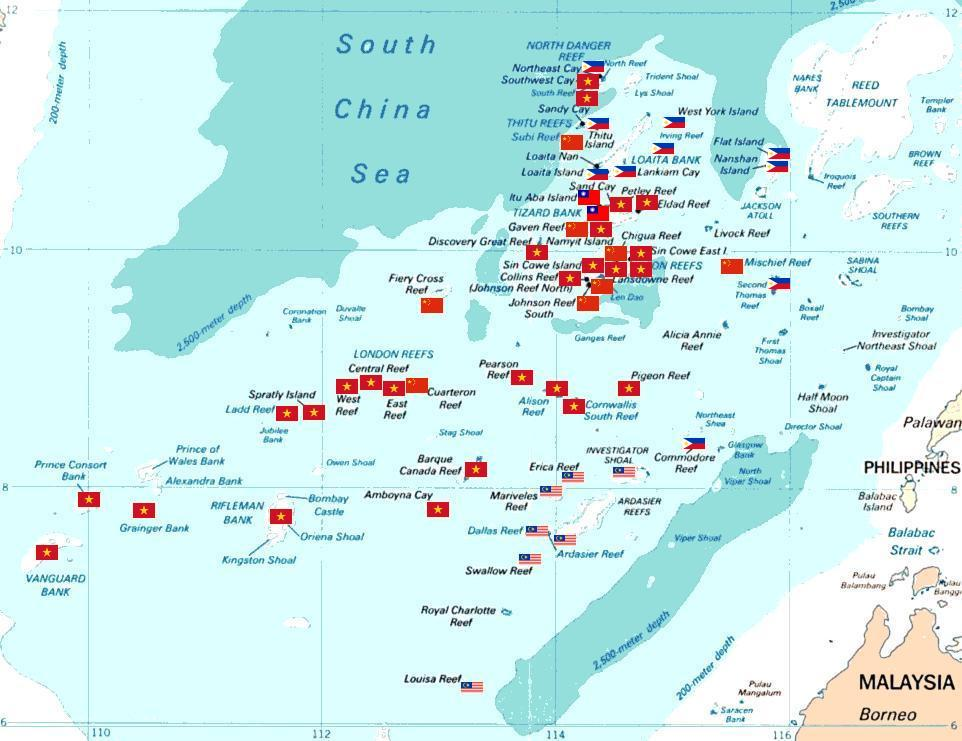
南海周邊諸國於南沙群島各島礁及沙洲的駐軍情況。

费信岛（英語：Flat Island, 越南语：／），位於南沙群島中的島嶼，目前由菲律賓控制，中華民國、中華人民共和國及越南社會主義共和國等國亦聲稱對此島擁有主權。

## 歷史
- 中國漁民向稱「羅孔仔」。[1]
- 1935年，中華民國水陸地圖審查委員會公佈的名稱為「扁島」。[2]
- 1939年，日本佔領南沙群島，把南沙群島為命名為「新南群島」，並把费信岛命名為「龜甲島」。[3]
- 1947年，中華民國內政部方域司公佈的標準名稱為「费信岛」，以紀念随同郑和下西洋的随员费信。[2]
- 1970年，菲律賓佔領费信岛。[4]

## 地理位置
- 在马欢岛以北5海浬處。

## 地質地形
- 島形呈呈長條形。最高點海拔12.5米。
- 全島的長度為230米，總面積約0.04平方公里，由於島嶼面積過小，菲律賓軍方在島上沒有駐軍。

## 島上狀況

### 水源
- 無地下水源。

### 建筑
- 岛上有一个高脚屋。

### 人口
- 目前為無人島，附近馬歡島的菲律賓駐軍會在該島海域定期巡邏。